# Ranterdeller Bach
Der Ranterdeller Bach ist ein über zwei Kilometer langes Fließgewässer in Bochum. Er ist ein östlicher und linker Zufluss des  Knöselsbachs.

## Geographie

### Verlauf
Der Ranterdeller Bach entspringt auf einer Höhe von etwa 146 m ü. NHN in einem bewaldeten Kerbtal zwischen den Straßen Im Pastoratsbusch und Gräfin-Imma-Straße in den Ruhrhöhen bei Stiepel. 
Er fließt zunächst in südwestlicher Richtung durch Laubwald am nordöstlichen Hang des Rumsbergs entlang, wechselt dann nach Süd-Südwesten und läuft danach am östlichen Fuße des Munkenbecks Bergs durch ein landwirtschaftlich genutztes Tal. Bei Beckerhöfe biegt er nach Westen ab und mündet seit einer Laufverlagerung Ende des 19. / Anfang des 20. Jahrhunderts nicht mehr direkt in die Ruhr, sondern weiter ruhrabwärts bei der Kosterbrücke auf einer Höhe von ungefähr 69 m ü. NHN von links in den aus dem Norden fließenden Knöselsbach.
Der etwa 2,1 km lange Lauf des Ranterdeller Bachs endet ungefähr 77 Höhenmeter unterhalb seiner Quelle, er hat somit ein mittleres Sohlgefälle von circa 37 ‰.

### Einzugsgebiet
Das 1,266 km² große Einzugsgebiet des Ranterdeller Bachs wird durch ihn über den Knöselsbach, die Ruhr und den Rhein zur Nordsee entwässert.
Es grenzt 
- im Nordosten an das des Lottenbachs, der über den Oelbach in die Ruhr entwässert
- im Südosten an das der Nettelbecke, die in die Ruhr mündet
- und im Norden an das des Finkensiepen, der in den Knöselsbach mündet.

Der nordöstliche Teil des Einzugsgebiets ist besiedelt und der nordwestliche bewaldet. Im südlichen Bereich dominiert Ackerland.